# Letomola contortus
Letomola contortus é uma espécie de gastrópode  da família Charopidae.
É endémica da Austrália.